# Полівський
Полі́вський — роз'їзд Криворізької дирекції Придніпровської залізниці на електрифікованій лінії Верхівцеве — Кривий Ріг-Головний між станціями Верхівцеве (6 км) та Божедарівка (14 км). Розташований в селищі Соколівка Кам'янського району Дніпропетровської області.

## Історія
Роз'їзд відкритий у 1903 році. Назву отримав на честь ініціатора освоєння надр Криворізького рудного басейну і будівництва Катерининської залізниці Олександра Поля. Родовий маєток Полів знаходився у сусідньому селі Любомирівці. За даними історичних документів, лише завдяки величезній енергії і наполегливості Олександра Поля царський уряд погодився на будівництво Криворізької залізниці, яка була необхідна для сполучення найбагатших регіонів видобутку криворізької залізної руди з одного боку, так і донецького кам'яного вугілля з іншого, що надало блискучий ефект: утворився великий Придніпровський промисловий комплекс.

## Пасажирське сполучення
На платформі Полівський  зупиняються приміські електропоїзди сполученням  Кривий Ріг — Верхівцеве / Дніпро.